# Internationaux de Strasbourg 2022
Internationaux de Strasbourg 2022 là một giải quần vợt chuyên nghiệp thi đấu trên mặt sân đất nện ngoài trời ở Strasbourg, Pháp. Đây là lần thứ 36 giải đấu được tổ chức và là một phần của WTA 250 trong WTA Tour 2022. Giải đấu diễn ra tại Tennis Club de Strasbourg từ ngày 15 đến ngày 21 tháng 5 năm 2022.

## Nội dung đơn

### Hạt giống
| Quốc gia | Tay vợt           | Xếp hạng1 | Hạt giống |
| -------- | ----------------- | --------- | --------- |
| CZE      | Karolína Plíšková | 6         | 1         |
| GER      | Angelique Kerber  | 19        | 2         |
| ROU      | Sorana Cîrstea    | 26        | 3         |
| BEL      | Elise Mertens     | 33        | 4         |
| CHN      | Zhang Shuai       | 42        | 5         |
| USA      | Sloane Stephens   | 49        | 6         |
| CZE      | Tereza Martincová | 53        | 7         |
| POL      | Magda Linette     | 54        | 8         |
| SUI      | Viktorija Golubic | 56        | 9         |

- Bảng xếp hạng vào ngày 9 tháng 5 năm 2022.[2]

### Vận động viên khác
Đặc cách:
- Angelique Kerber
- Carole Monnet
- Karolína Plíšková
- Samantha Stosur

Bảo toàn thứ hạng:
- Daria Saville

Vượt qua vòng loại:
- Julie Gervais
- Lina Glushko
- Ekaterina Makarova
- Aliaksandra Sasnovich

Thua cuộc may mắn:
- Nefisa Berberović
- Angelina Gabueva
- Katharina Hobgarski
- Yana Morderger

### Rút lui
Trước giải đấu
- Ekaterina Alexandrova → thay thế bởi  Anna-Lena Friedsam
- Madison Brengle → thay thế bởi  Ana Konjuh
- Camila Giorgi → thay thế bởi  Nefisa Berberović
- Anhelina Kalinina → thay thế bởi  Angelina Gabueva
- Barbora Krejčiková → thay thế bởi  Kaja Juvan
- Tereza Martincová → thay thế bởi  Yana Morderger
- Jeļena Ostapenko → thay thế bởi  Harmony Tan
- Jasmine Paolini → thay thế bởi  Heather Watson
- Alison Riske → thay thế bởi  Bernarda Pera
- Shelby Rogers → thay thế bởi  Océane Dodin
- Elena Rybakina → thay thế bởi  Diane Parry
- Kateřina Siniaková → thay thế bởi  Varvara Gracheva
- Clara Tauson → thay thế bởi  Maryna Zanevska
- Jil Teichmann → thay thế bởi  Katharina Hobgarski
- Markéta Vondroušová → thay thế bởi  Fiona Ferro

## Nội dung đôi

### Hạt giống
| Quốc gia | Tay vợt        | Quốc gia | Tay vợt         | Xếp hạng1 | Hạt giống |
| -------- | -------------- | -------- | --------------- | --------- | --------- |
| CZE      | Lucie Hradecká | IND      | Sania Mirza     | 52        | 1         |
| JPN      | Shuko Aoyama   | TPE      | Chan Hao-ching  | 54        | 2         |
| CHN      | Xu Yifan       | CHN      | Yang Zhaoxuan   | 69        | 3         |
| TPE      | Latisha Chan   | AUS      | Samantha Stosur | 79        | 4         |

- 1 Bảng xếp hạng vào ngày 9 tháng 5 năm 2022.

### Vận động viên khác
Bảo toàn thứ hạng:
- Bibiane Schoofs /  Rosalie van der Hoek

### Rút lui
Trước giải đấu
- Kirsten Flipkens /  Nicole Melichar-Martinez → thay thế bởi  Nicole Melichar-Martinez /  Daria Saville

## Nhà vô địch

### Đơn
- Angelique Kerber đánh bại  Kaja Juvan 7–6(7–5), 6–7(0–7), 7–6(7–5)

### Đôi
- Nicole Melichar-Martinez /  Daria Saville đánh bại  Lucie Hradecká /  Sania Mirza, 5–7, 7–5, [10–6]